# Adakale (Çumra)
Adakale ist ein früheres Dorf im Bezirk Çumra der türkischen Provinz Konya. Nach einer Gebietsreform ist Adakale heute ein Ortsteil des Bezirks.
Der Ort liegt in der Ebene nördlich des Karadağ-Massivs im Süden des Bezirks nahe der Grenze zur Provinz Konya. Das Bezirkszentrum Çumra liegt etwa 25 Kilometer westlich, die Provinzhauptstadt Konya 65 Kilometer nordwestlich. Über Landstraßen ist das Dorf mit Karaman im Süden und mit der Fernstraße D-330 im Norden verbunden, die von Konya nach Ereğli führt. Im Süden des Ortes liegt der See Acıgöl, im Norden der weitaus größere Hotamış Gölü, beide sind die meiste Zeit ausgetrocknet. Etwa 1,5 Kilometer südlich von Adakale ragt der Bergkegel des Kızıldağ auf eine Höhe von 1140 Meter aus der Ebene empor. An seiner Westflanke liegt auf halber Höhe das späthethitische Felsrelief am Kızıldağ mit einem Bildnis des Königs Hartapu und mehreren Inschriften in luwischen Hieroglyphen.